# 小眼無線鰨
小眼無線鰨為輻鰭魚綱鰈形目鰨亞目舌鰨科的其中一種，為深海魚類，分布於西大西洋區，從蓋亞那至巴西東北部海域，棲息深度7-110公尺，體長可達18.9公分，棲息在底層水域，生活習性不明。

## 扩展阅读
維基物種上的相關：小眼無線鰨